# Hans Bilefeldt
Hans Hansson Bilefeldt var en stadsskrivare i Stockholm under 1500-talet, bördig från Bielefeld.
Bilefeldt kom troligen redan på 1560-talet till Sverige och blev av hertig Karl kallad till stadsskrivare i Strängnäs. 1585 hade han övergått till Johan III:s tjänst och samtidigt flyttat till Stockholm. Han fick en mängd uppdrag för kronans räkning, främst rörande uppbörden. Bilefeldt var 1586-1589 lagläsare i Västerrekarne domsaga, där häradshövdingeämbetet innehades av Erik Larsson Sparre. 1592 utnämndes han till stadsskrivare i Stockholm. De av Bilefeldt här förda tänkeböckerna visar på hans tydliga stöd för Sigismund mot hertig Karl. Detta ledde till att han fängslades nyåret 1598. På hösten samma år flydde han ur landet. Senare slog han sig ned i Lübeck där han deltog i kunskaparverksamhet för Sigismunds räkning. 1605 finns de sista säkra uppgifterna på att Bilefeldt var i livet.